# Герои Энвелла
«Герои Энвелла» — российский мультсериал производства студии «Паровоз». История о четырёх геймерах, которые нашли необычный ноутбук, оказавшийся порталом в мир игры «Герои Энвелла». В России мультсериал транслируется на телеканалах «Мульт», «Ani», «Тлум HD», «Карусель», «Канал Disney», «Капитан Фантастика» и «Киномульт». Было официально объявлено, что 2 сезон мультсериала является последним.

## Сюжет
В первом сезоне герои находят странный ноутбук, открыв который попадают в игру. Радость от неожиданного развлечения быстро проходит, когда игроки узнают, что финальный босс по имени Моргарт желает выбраться в реальность! Юным героям предстоит пройти через множество захватывающих приключений, столкнуться с проблемами и даже пережить потери, прежде чем они смогут остановить Моргарта.
В продолжении сериала повзрослевшие ребята пытаются справиться с личными проблемами и потерями, но неожиданно из игры приходит сигнал о помощи. Арт, Кира, Вик и Фил возвращаются в мир Энвелла, встречают там старых знакомых, но уже в новых ролях…

## Персонажи
- Артём Мещеряков — лидер команды. Храбрый, решительный и ответственный. В виртуальном мире игровой персонаж Арта — рыцарь с мечом и щитом. Арт смело бросается в ближний бой, а в случае опасности готов укрыть товарищей под силовым щитом. Испытывает симпатию к Кире, но не слишком внимателен к чувствам девушки. Имеет фамильяра по кличке Кики.
- Кира Сменкина — девочка-двоечница (хулиганка) которая помогает бездомным собакам в приюте. Её персонаж в игре — скрытный и ловкий вор-арбалетчик, который повторяет её черты в реальном мире. Кире удаются диверсии в тылу, но лобовые стычки без поддержки команды она проигрывает. Костюм Киры — темно-фиолетовый с бирюзовым камнем на груди (камень даёт невидимость). Любит Арта и готова пожертвовать своими интересами ради него. Также, у неё есть фиолетовый монстр (фамильяр) по кличке Крип. Она нашла его в 5 серии.
- Виктор Сменкин — отличник и зануда. Вик - полная противоположность своей сестры Киры. Главный пессимист в команде, постоянно просчитывает все плохие исходы любой ситуации, отличается начитанностью, осторожностью и склонностью впадать в панику. Его персонаж в игре — инженер. Вик немного труслив, но в душе романтичный мечтатель. Строгое воспитание и буйное воображение заставляют его бояться всего, а особенно — контактов с посторонними. В игре влюбляется в принцессу лесного народа Вэл, ради которой готов почти на всё. В 24-й серии едва не погибает от рук Гекатонхейра. Вэл передает ему свои силы и татуировку, излечив его, после чего утратила жизненную силу и рассыпалась в прах. Во втором сезоне заключает договор с Моргартом и отдает ему Центр Мира, чтобы тот вернул ему Вэлл. Этим поступком он позволил Моргарту объединить миры. После Катастрофы, он появляется на Последнем уровне, став финальным боссом вместо Моргарта и обретя бессмертие. С помощью дерева он вырастил себе лабиринт, армию марионеток и гигантского Моргарта. В 51-й серии он лишается бессмертия и лишь чудом выдерживает атаку Моргарта за секунду до отключения бессмертия. В последней серии относит письмо Ларсена его семье, и знакомится с его дочью — Валентиной.
- Филипп Черных — энергичный, жизнерадостный и самоуверенный Фил испытывает терпение своих друзей. Ведь, по мнению Фила, реальный мир создан только для того, чтобы мешать ему играть. Поэтому Фил с пренебрежением относится к отношениям между друзьями, может обидеть и даже не догадаться об этом. Играет за мага. После того как в редакторе уровней Фил поставил себе максимальный уровень он стал королём внутриигрового королевства.
- Мария Степановна — очень строгая учительница. Любит свою работу и учеников. Носит брючный костюм и тонкие очки. Волосы тёмные и короткие. Учительница Арта, Киры, Фила, Вика и Ильи. Попав в виртуальный мир игры «Герои Энвелла» Мария Степановна стала бардом, но почти сразу была захвачена Моргартом.
- Моргарт — главный противник героев. Кажется, что Моргарт — финальный босс в игре «Герои Энвелла», но злодей явно скрывает больше, чем кажется на первый взгляд. Считает, что в хорошей игре любое сражение можно выиграть словами. Заключает сделки с игроками и не может нарушать условий уговоров. Вот только эти уговоры лишь на первый взгляд кажутся выгодными для игроков. В конце 1 сезона стал пятым игроком (класс барда). Фил выдал ему сюжетный квест на время — добраться до вершины горы, дав 1 секунду на выполнение. В результате этого, Моргарт «завис» на чекпойнте. Спустя полтора года ребята освободили его, дабы он оживил всех игроков. Чуть позже, в реальном мире, при помощи Центра Мира соединил мир Энвелла с реальным миром, а сам принял облик пасечника с ником No Name (класс инженера). Позже его настоящая личность была раскрыта, а сам он был убит Ларсеном, но воскрешëн одним из целителей. После этого он получил способность стрелять лучами и создавать щиты в руках. В 51-й серии был побежден ребятами (в частности, Ильëй) и погиб, как казалось, окончательно, упав в пустоту. Но в финальной серии его можно увидеть в Энвелле под видом всё того же пасечника.
- Саламандра, Елена Викторовна — бывшая создательница игры, предавшая их и заключившая уговор с Моргартом. Имеет множество технических устройств в арсенале, с помощью которых пытается помешать героям победить виртуальный мир. Но, в то же время, заботливая учительница, помогающая и защищающая детей. Через некоторое время становится бардом.
- Баквит — проводник по игре, являющийся своего рода игровой подсказкой-справкой. Старался помочь игрокам справиться с Моргартом, но восстает против них, после того как узнаёт, что игра может быть удалена.
- Илья Муромов — одноклассник Арта и его компании. Он всё время пытается застать героев за чем-то запрещённым (желательно при этом сняв на телефон для доказательства своих слов), чтобы сдать их учителям. Однако чаще парень в таких ситуациях сам оказывается под ударом — может быть наказан или портит свою репутацию.
- Ларсен — второстепенный персонаж, один из создателей игры. В 50-й серии был убит воскрешëнным Моргартом.

## Съёмочная группа
- Продюсеры: Татьяна Цыварева, Евгений Головин, Антон Сметанкин, Наталья Козлова.
- Сценаристы: Антон Ланшаков, Юлия Иванова.
- Режиссёр: Антон Ланшаков.
- Художник-постановщик: Сергей Моисеев.
- Композитор: Александр Биллион.

## Роли озвучивали
| Актёр               | Роль                                                         |
| ------------------- | ------------------------------------------------------------ |
| Андрей Шишков       | Артём Мещеряков (Арт)                                        |
| Мария Пронькина     | Кира Сменкина (Кира)                                         |
| Артём Кошман        | Виктор Сменкин (Вик)                                         |
| Евгений Михеев      | Филипп Черных (Фил)                                          |
| Виталий Щербин      | Илья Муромов                                                 |
| Марианна Сметанкина | Яна Муромова                                                 |
| Леонид Ермошин      | Лёня                                                         |
| Сергей Сергеев      | Станислав Ларионов                                           |
| Кристина Гаврыш     | Дарья Корнилова                                              |
| Гатти Соломатина    | Алина Трубецкая                                              |
| Дарья Верзилина     | Пуговица                                                     |
| Даниил Якушев       | Макс (Вор)                                                   |
| Максим Шишков       | Макс (Продавец)                                              |
| Ёла Санько          | Мария Степановна                                             |
| Владимир Антоник    | Моргарт                                                      |
| Ольга Зубкова       | Саламандра, Елена Викторовна, Лора Новикова                  |
| Борис Репетур       | Баквит, Фермер, Папа Фила (Сергей Черных), Чупакабр          |
| Антон Ланшаков      | Ларсен                                                       |
| Вадим Воля          | Арлен Семёнович                                              |
| Александр Биллион   | Бертень                                                      |
| Наталья Козлова     | Янни                                                         |
| Андрей Бирин        | Шеф (1 сезон)                                                |
| Диомид Виноградов   | Папа Арта (Алексей Мещеряков), Советник, Шеф (2 сезон), Лонк |
| Мари Льида          | Олеся Тимошина                                               |
| Юлия Пилипович      | Карина Спивак, Вэл (Валентина Новикова)                      |
| Александра Головина | Марина Сафоронова                                            |
| Валдис Пельш        | Валдис Пельш (кроме 46 серии)                                |
| Александр Кузмак    | Валдис Пельш (46 серия)                                      |

## Список серий
Почти все серии имеют название игровых локаций, которые по сюжету открывают герои. В первом сезоне исключения составляют: 1 серия «Новая игра» (название локации в игре: Тренировочная площадка), 18 серия «Продолжить игру» (действие сюжета разворачивается в реальном мире) и 19 серия «За краем» (такой локацией герои в шутку назвали дачу дяди Леши; реальная игровая локация в серии — «Край карты»), 25 и 26 «Финал» (это событие).
1 июля 2019 года создатели объявили о втором сезоне. Действие в нём происходят спустя полтора года после первого сезона. Названия серий также отсылают к локациям и местам, где происходит действие. Исключение: 27 серия «Пауза», 37 серия «Центр мира» (это предмет, а не место), 38 серия «Дорога к башне», 51 серия «Конец игры» (это событие), 52 серия «Титры».
| №  | Название                | Дата премьеры на YouTube |
| 1  | Новая игра              | 15 сентября 2017         |
| 2  | Бойлерная               | 29 сентября 2017         |
| 3  | Ферма                   | 13 октября 2017          |
| 4  | Замок                   | 27 октября 2017          |
| 5  | Жилой квартал           | 10 ноября 2017           |
| 6  | Магазин                 | 24 ноября 2017           |
| 7  | Ворота из города        | 8 декабря 2017           |
| 8  | Поляна в лесу           | 22 декабря 2017          |
| 9  | Ущелье                  | 5 января 2018            |
| 10 | Неизвестная локация     | 19 января 2018           |
| 11 | Тайное поселение        | 2 февраля 2018           |
| 12 | Редактор уровней        | 16 февраля 2018          |
| 13 | Тронный зал             | 2 марта 2018             |
| 14 | Замок Моргарта          | 23 марта 2018            |
| 15 | Башня связи             | 20 апреля 2018           |
| 16 | Шахта                   | 1 июня 2018              |
| 17 | Край карты              | 6 июля 2018              |
| 18 | Продолжить игру         | 24 августа 2018          |
| 19 | За краем                | 13 сентября 2018         |
| 20 | Летучий корабль         | 21 сентября 2018         |
| 21 | Королевство 4К-Филдор   | 26 октября 2018          |
| 22 | Руины                   | 30 ноября 2018           |
| 23 | Дворец Саламандры       | 28 декабря 2018          |
| 24 | Внешняя стена           | 13 июня 2019             |
| 25 | Финал. Часть 1          | 20 июня 2019             |
| 26 | Финал. Часть 2          | 27 июня 2019             |
| 27 | Пауза                   | 1 мая 2020               |
| 28 | Часовая башня           | 13 мая 2020              |
| 29 | Вокзал                  | 16 мая 2020              |
| 30 | Гнездо                  | 22 мая 2020              |
| 31 | Деревня шахтёров        | 29 мая 2020              |
| 32 | Тестовая локация        | 5 июня 2020              |
| 33 | Логово ящерицы          | 12 июня 2020             |
| 34 | Грибная пещера          | 19 июня 2020             |
| 35 | Ателье                  | 26 июня 2020             |
| 36 | Захваченное королевство | 3 июля 2020              |
| 37 | Центр мира              | 10 июля 2020             |
| 38 | Дорога к башне          | 17 июля 2020             |
| 39 | Убежище                 | 24 июля 2020             |
| 40 | Дом книги               | 31 июля 2020             |
| 41 | Школа                   | 25 сентября 2020         |
| 42 | Порт                    | 2 октября 2020           |
| 43 | Оставить как было       | 9 октября 2020           |
| 44 | Кунсткамера             | 16 октября 2020          |
| 45 | Метро                   | 23 октября 2020          |
| 46 | Темница                 | 30 октября 2020          |
| 47 | Лабиринт                | 6 ноября 2020            |
| 48 | Последний уровень       | 13 ноября 2020           |
| 49 | Крепость                | 27 ноября 2020           |
| 50 | Мост                    | 11 декабря 2020          |
| 51 | Конец игры              | 31 декабря 2020          |
| 52 | Титры                   | 22 января 2021           |

## Полнометражные мультфильмы
- Выйти из игры[1]

Дата выхода: 29 ноября 2019 на Канал Disney.
Сюжет фильма состоит из 9 объединëнных эпизодов мультсериала начиная с 18 серии (Продолжить игру) и заканчивая 26 серией (Финал).

## Показ в Каннах
«Герои Энвелла» стал первым российским сериалом за 25 лет, показанным на престижной выставке MIPJunior в Каннах. По словам директора MIPJunior Люси Смит, «мультсериал уникален тем, что направлен не на дошкольную или подростковую, но на предподростковую (8—14 лет) аудиторию».
По итогам MIPJunior «Герои Энвелла» занял 20 место в списке из более чем 1500 мультсериалов.